# Gilles Rousset
Gilles Rousset (Hyères, Francia, 22 de agosto de 1963) es un exfutbolista francés, se desempeñaba como guardameta y fue dos veces internacional con la selección de fútbol de Francia.

## Clubes
| Club                  | País    | Año         | Partidos | Goles |
| FC Sochaux            | Francia | 1982 - 1990 | 100      | 0     |
| Olympique de Lyon     | Francia | 1990 - 1993 | 98       | 0     |
| Olympique de Marsella | Francia | 1993 - 1994 | 0        | 0     |
| Stade Rennes          | Francia | 1994 - 1995 | 22       | 0     |
| Hearts FC             | Escocia | 1995 - 2001 | 132      | 0     |

- Datos: Q2723305